# Rezerwat przyrody Travný
Rezerwat przyrody Travný (cz. Přírodní rezervace Travný) – rezerwat przyrody w Czechach, w kraju morawsko-śląskim, w powiecie Frydek-Mistek. Powstał w 2000 i obejmuje 154,85 ha powierzchni w granicach CHKO Beskidy na zachodnim zboczu góry Travný w kierunku doliny potoku Mogielnicy, na wysokości 530–1203 m n.p.m.
Rezerwat chroni różnorodne lasy górskie: olszynę górską, żyzne buczyny i kwaśne buczyny (Luzulo-Fagion), z najstarszymi drzewami sięgającymi 230 lat. W runie spotkać można m.in. czosnek niedźwiedzi. Pośród zwierząt występują salamandra, żmija zygzakowata, zaskroniec, głuszec, dzięcioł trójpalczasty, popielica, orzesznica, ryś, wilk szary i inne.